# Georges Kars

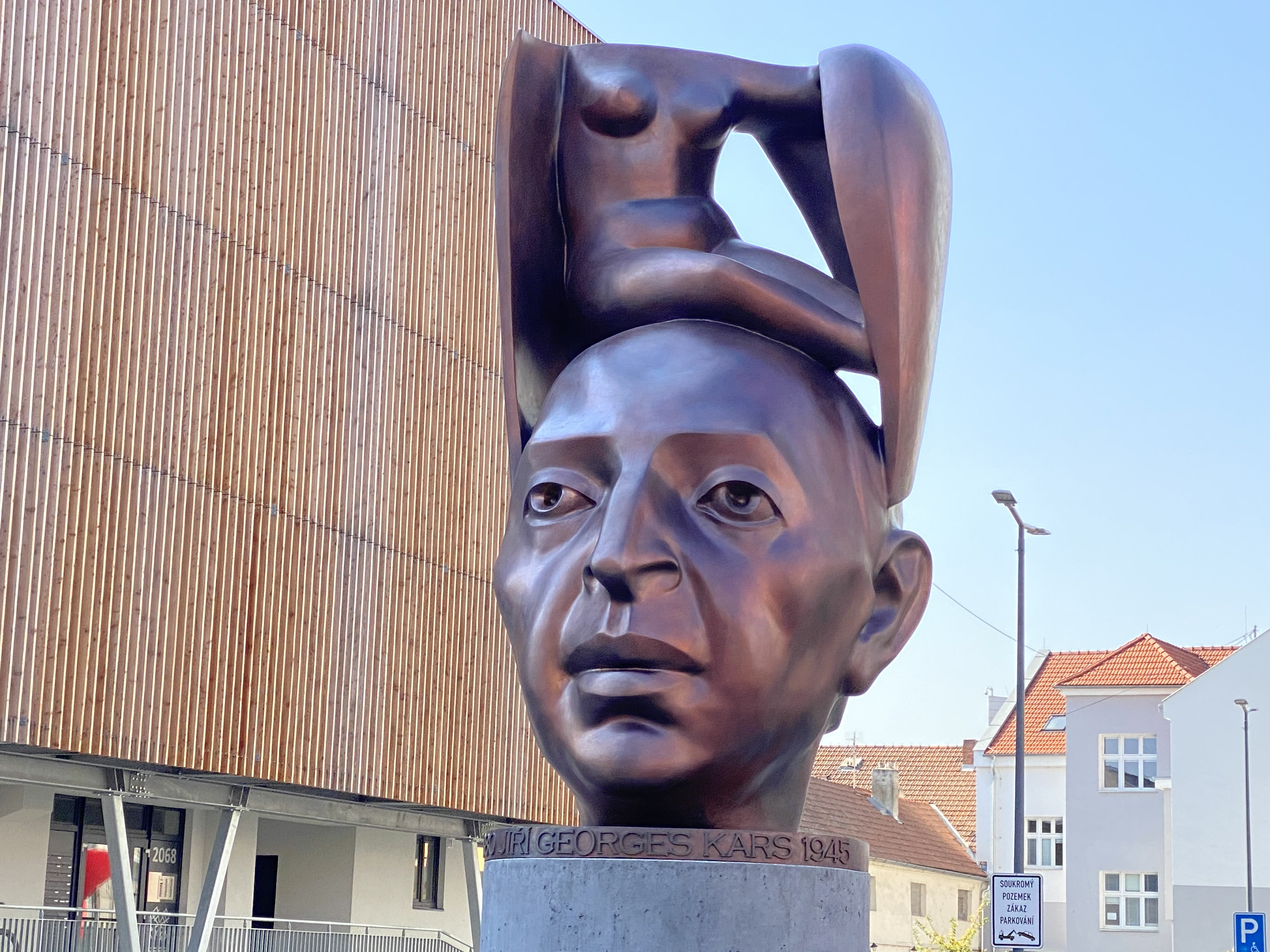
Karsův moderní památník na místě bývalého kralupského mlýna

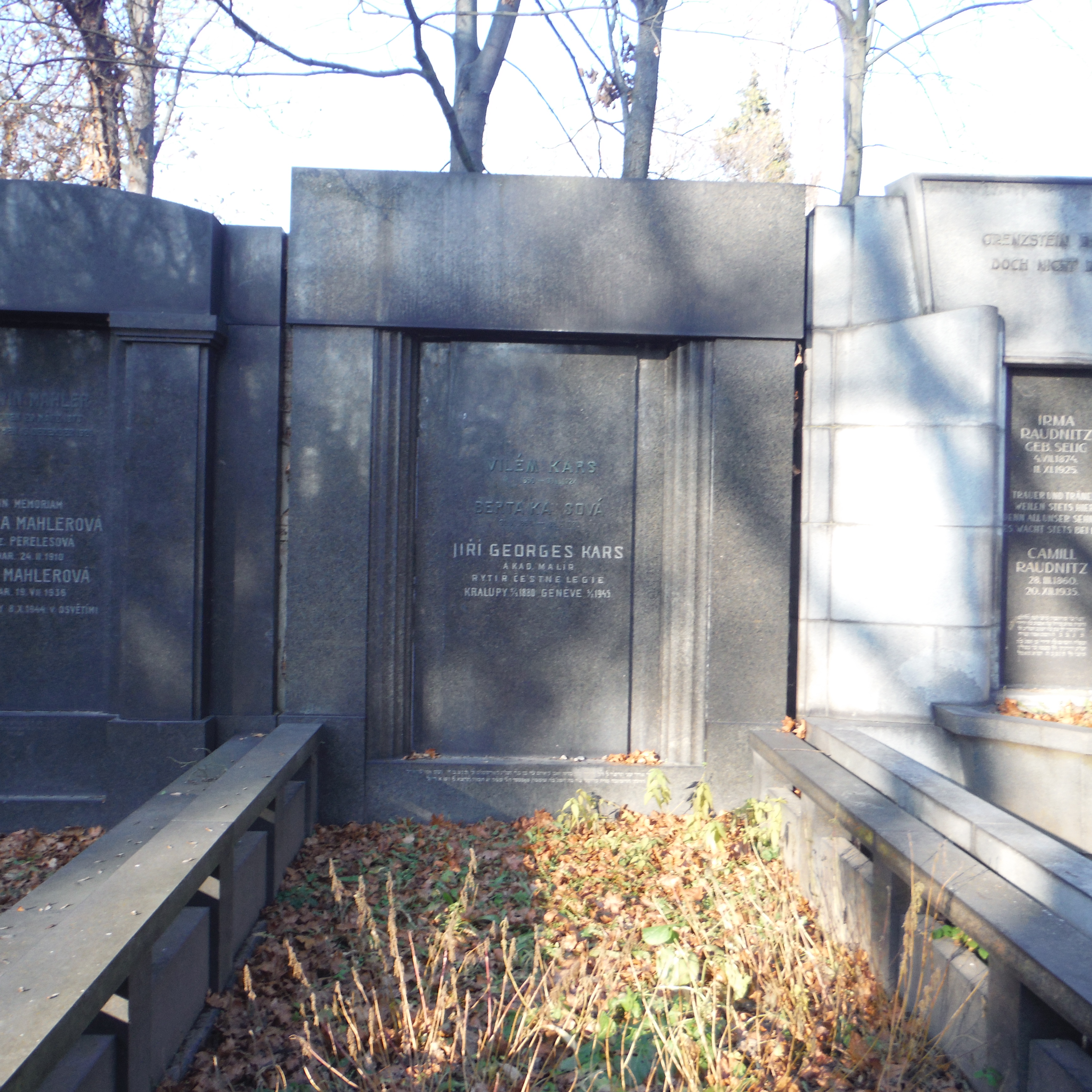
Malířův hrob na Novém židovském hřbitově v Praze

Georges Kars, narozený Jiří Karpeles, psaný též Jiri, nebo Georg (2. května 1880, Kralupy nad Vltavou – 5. února 1945, Ženeva) byl česko-francouzský malíř židovského původu, absolvent Mnichovské Akademie, od roku 1908 trvale usazený v Paříži.

## Život
Pocházel z židovské, německy mluvící rodiny obchodníka s obilím a majitele parního mlýna Viléma/Wilhelma Karpelese (̈* 1850) a jeho manželky Rosy, rozené Raudnitzové (* 1850). Rodiče uzavřeli sňatek v Praze 2. dubna roku 1876. George se narodil jako jejich čtvrtý syn. v mlýně v Kralupech nad Vltavou čp. 7.V roce 1906 si rodiče změnili příjmení na Kars.Mlýn v Kralupech provozoval Karsův otec až do své smrti v polovině 20. let minulého století.  
George v Praze absolvoval studium na nižším (reálném) gymnasiu. V letech 1899–1905 studoval na Akademii výtvarných umění v Mnichově, kde absolvoval u prof. Franze Stucka. Jeho spolužáky byli mj. Jules Pascin a Paul Klee. V letech 1906 a 1907 procestoval Iberský poloostrov, studoval zejména díla Velázquezova a Goyova a setkal se s Juan Grisem. Poté se usadil v Paříži na Montmartru. Byl velmi společenský, ovládal několik jazyků, hrál výborně na housle. Stal se členem mezinárodní umělecké komunity, označované jako pařížská škola (École de Paris). Mezi jeho přátele patřili básnící Max Jacob a Guillaume Apollinaire, malíři Marc Chagall, Chaïm Soutine a další. V roce 1908 se oženil s baletkou Norou Bertou Braunovou, která pocházela z jihlavské židovské rodiny. Během první světové války musel narukovat do rakouské armády, bojoval na frontě v Haliči a dostal se do ruského zajetí. Po válce se vrátil do Paříže a stal se  naturalizovaným Francouzem. Od roku 1922 často navštěvoval ateliér malířky Suzanne Valadonové a přátelil se s jejím synem Mauricem Utrillem. Karsovy obrazy ve stylu neoklasicismu, především portréty, akty a zátiší, vzbudily zájem nejen milovníků umění, ale i obchodníků. V roce 1928 galeristka Berthe Weillová uspořádala v Paříži první Karsovu samostatnou výstavu, na které bylo představeno 40 obrazů. Začal vystavovat svá díla nejen v evropských městech, jako jsou Drážďany, Mnichov, Ženeva, Amsterdam či Praha ale i v zámoří (USA, Japonsko).  
V roce 1933 si koupil dům v Tossa de Mar nedaleko Barcelony, kde strávil tři roky. Kvůli španělské občanské válce se vrátil do Paříže a žil v ulici Caulaincourt. Kromě toho měl také ateliér v Praze, kam přijel v roce 1937 u příležitosti výstavy, kterou mu uspořádal Spolek výtvarných umělců Mánes. Uvažoval o trvalém návratu, ale po podpisu mnichovské dohody se vrátil do Francie, kde mu byl udělen řád Čestné legie. V pražském ateliéru zanechal značnou část svých prací i díla, která mu věnovali jeho přátelé-umělci. 
V roce 1939 uprchl před nacisty do Lyonu, kde mu mezinárodní Červený kříž poskytl byt. Jeho manželka zůstala v Paříži a aktivně se zapojila do odboje. Roku 1942 Kars odcestoval za svou sestrou do exilu ve Švýcarsku; žili nedaleko Curychu. V roce 1945, deprimován zprávami o holokaustu, spáchal sebevraždu skokem z pátého patra ženevského hotelu. Podle svého přání byl v roce 1949 pohřben do rodinné hrobky na Novém židovském hřbitově v Praze. 
Kars odkázal svá díla z pražského ateliéru rodnému městu Kralupy. V pamětní síni Jiřího (Georgese) Karse v kralupském muzeu lze vidět několik jeho prací, ostatní jsou umístěna v muzeu města Velvary. Před rekonstruovanou budovou bývalého mlýna (Technopark) byl v roce 2020 odhalen jeho památník od sochaře Stefana Milkova. V předsálí  je umístěna pamětní deska Georgese Karse od Josefa Hvozdenského z roku 1998. 

## Dílo
Od počátečních vlivů impresionismu, kubismu a fauvismu si našel vlastní umělecký výraz založený na přesné kresbě, neobvyklé kompozici a energickém malířském gestu. Forma a kresba byla pro něj hlavní věc, barva něco vedlejšího, lyrického. Vycházel ze studia starých mistrů a technik (Velázquez, Goya). Podstatnou část jeho díla tvoří figurální motivy, ženské portréty, akty a poloakty  v různých polohách.  Pod vlivem André Deraina dosáhl vlastní varianty primitivizujícího neoklasicismu v živém malířském podání ženských aktů v přírodním prostředí. Namaloval také několik autoportrétů. 
V menší míře maloval také zátiší a krajiny, které viděl na svých cestách po Evropě a později během pobytu ve španělském letovisku Tossa de Mar na Costa Brava.  

## Výstavy (výběr)

### Samostatné
- 1913 první samostatná výstava v galerii Hanse Goltze v Mnichově
- 1922 kresby v Galerii de la Licorne v Paříži
- 1928 samostatná výstava v galerii Berthe Weill v Paříži
- 1931 Georges Kars, Praha-Paříž v Galerii Dr. Feigla v Praze
- 1934 Výlet do Španělska v Galerii Dr. Feigla v Praze
- 1937 souborná výstava ve Spolku výtvarných umělců Mánes v Praze
- 1938 výstava v galerii Bernier v Paříži
- 1983 souborná výstava v Musée d’art moderne v Troyes
- 1993 souborná výstava v Městském muzeu v Tossa dle Mar
- 2012 Georges Kars-Raná tvorba v Galerii Roberta Guttmanna v Praze

### Skupinové
- 1931 École de Paris, výstava v Obecním domě a v Alšově síni  Umělecké besedy v Praze

- 2024/2025 École de Paris: Umělci z Čech a meziválečná Paříž, Národní galerie Praha (Georges Kars, Othon Coubine, François Maurice Eberl a další.)[4]

## Galerie

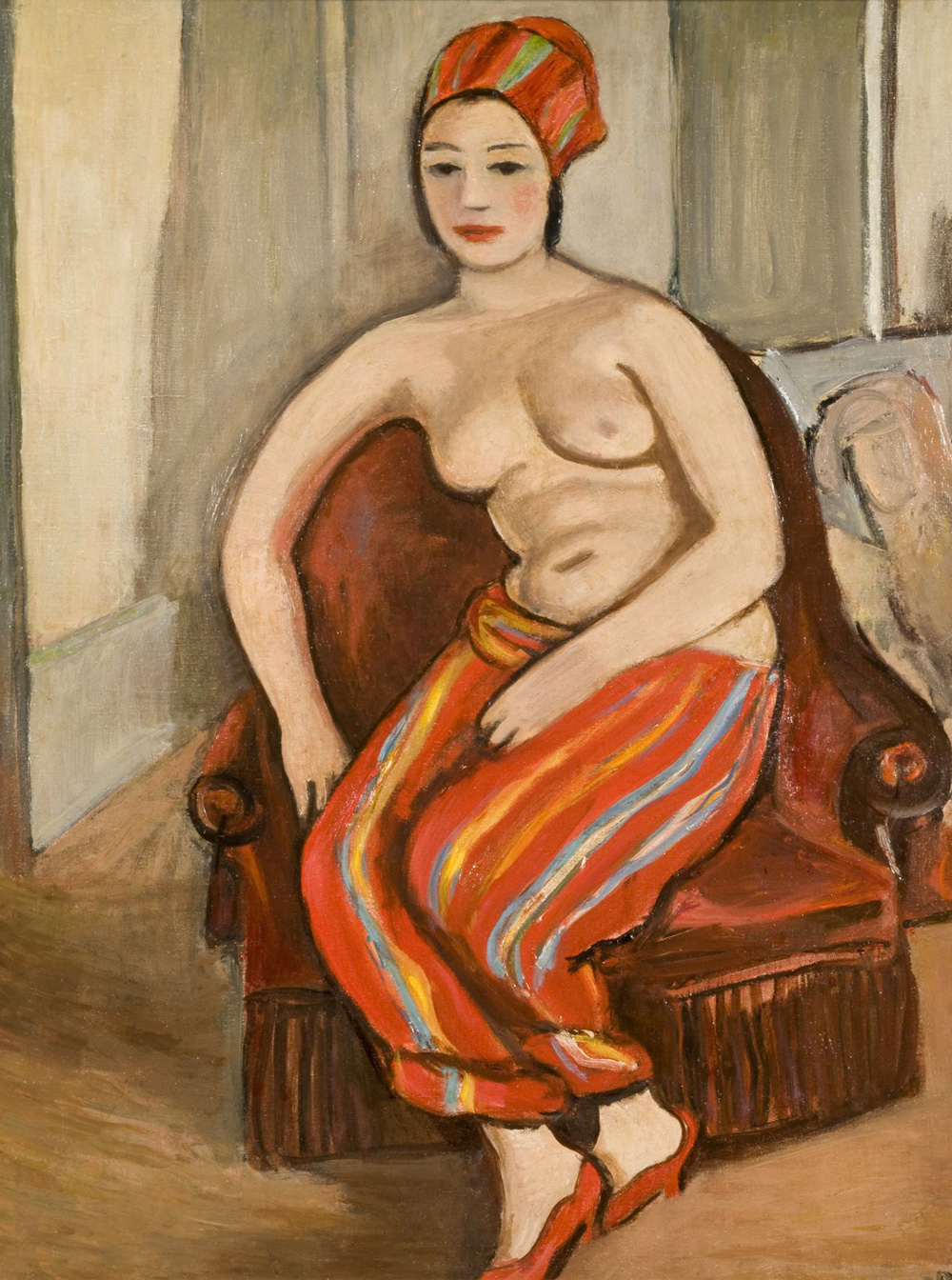
Odaliska (1929)
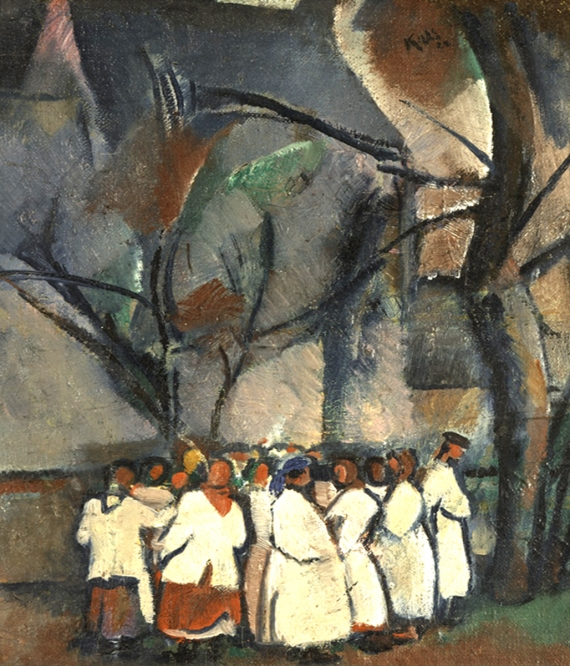
Krajina s kostelem
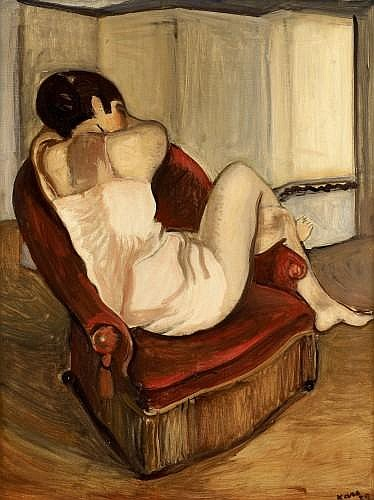
Modelka v růžovém křesle (1929)
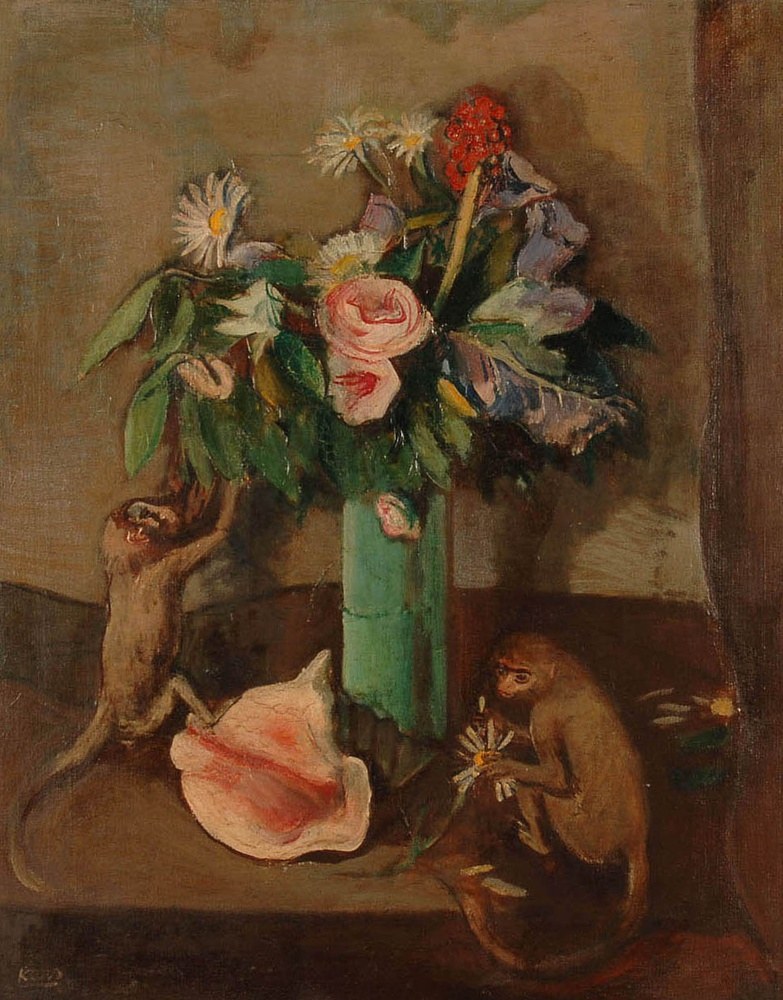
Květiny a opice (1945)
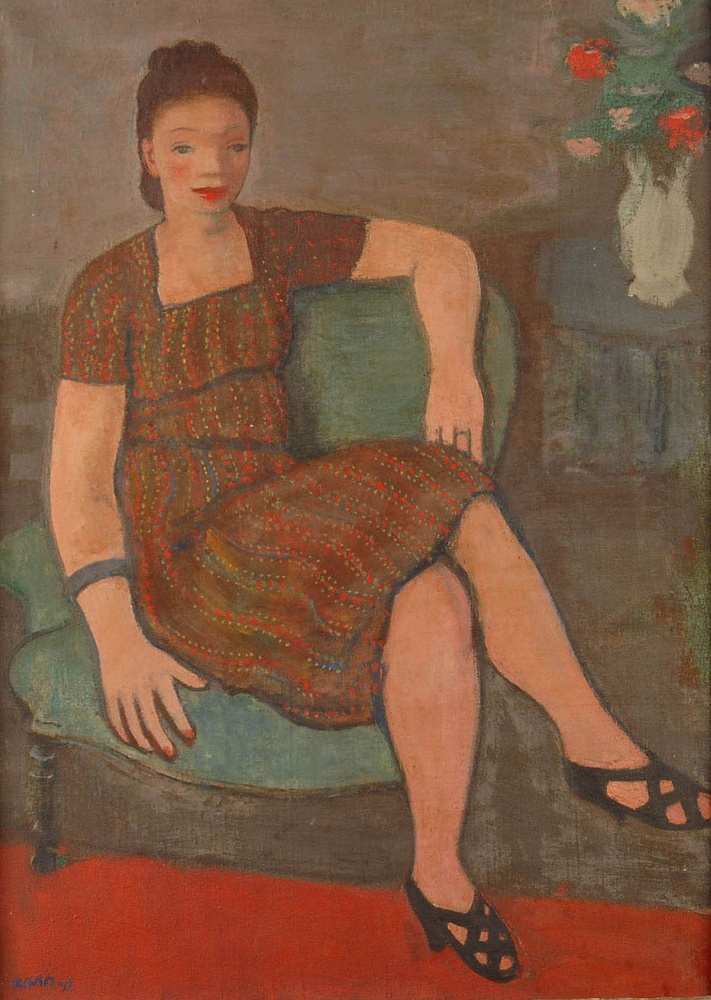
Modelka (1939)
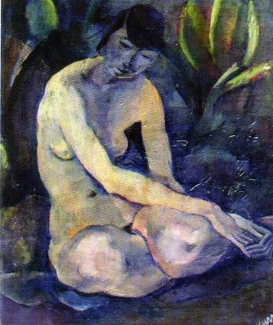
Akt (1909)